# White Zone
Albums de Psychedelic Warriors
The Business Trip
(1994) Alien 4
(1995)
White Zone est le dix-neuvième album studio du groupe de space rock britannique Hawkwind, sorti en 1995 sous le nom de « Psychedelic Warriors ».

## Titres
1. Am I Fooling (Brock, Davey, Chadwick) - 1:28
2. Frenzzy (Brock) - 5:48
3. Pipe Dreams (Brock) - 3:38
4. Heart Attack (Brock) - 0:54
5. Time and Space (Brock, Davey) - 4:04
6. The White Zone (Brock) - 7:32
7. In Search of Shangrila (Brock) - 5:35
8. Bay of Bengal (Brock) - 1:35
9. Moonbeam (Chadwick) - 4:08
10. Window Pane (Davey) - 5:08
11. Love in Space (Davey) - 5:20

## Musiciens
- Dave Brock : guitare, claviers, chant
- Alan Davey : basse, chant
- Richard Chadwick : batterie
- Dave Charles : échantillonneur, OSCI